# Liste des cathédrales du Paraná
Cet article recense les cathédrales du Paraná au Brésil.

## Généralités
Du point de vue de l'Église catholique, l'État du Paraná est administré par quatre archidiocèses et quinze diocèses.
L'Église grecque-catholique ukrainienne, l'une des Églises catholiques orientales, y possède également le siège de deux Éparchie. Au total, l'État compte vingt cathédrales et une cocathédrale.

## Liste

### Cathédrales
| Édifice                                                      | Ville                | Juridiction              | Notes                                                | Coordonnées                        | Illus. |
| ------------------------------------------------------------ | -------------------- | ------------------------ | ---------------------------------------------------- | ---------------------------------- | ------ |
| Notre-Dame-de-Lourdes (id)                                   | Apucarana            | Apucarana (pt)           |                                                      | 23° 33′ 06″ sud, 51° 27′ 37″ ouest |        |
| Saint-Joseph (id)                                            | Campo Mourão         | Campo Mourão (pt)        |                                                      | 24° 02′ 38″ sud, 52° 22′ 38″ ouest |        |
| Notre-Dame-d'Aparecida (pt)                                  | Cascavel             | Cascavel                 |                                                      | 24° 57′ 22″ sud, 53° 27′ 20″ ouest |        |
| Christ-Roi (id)                                              | Cornélio Procópio    | Cornélio Procópio (pt)   |                                                      | 23° 10′ 56″ sud, 50° 39′ 03″ ouest |        |
| Notre-Dame-de-la-Lumière (pt)                                | Curitiba             | Curitiba                 | Basilique mineure                                    | 25° 25′ 43″ sud, 49° 16′ 17″ ouest |        |
| Saint-Jean-Baptiste                                          | Curitiba             | Curitiba (pt)            | Église grecque-catholique ukrainienne, rite byzantin | 25° 28′ 11″ sud, 49° 17′ 02″ ouest |        |
| Notre-Dame-de-Guadalupe (id)                                 | Foz do Iguaçu        | Foz do Iguaçu            |                                                      | 25° 32′ 50″ sud, 54° 35′ 14″ ouest |        |
| Notre-Dame-de-Bethléem (pt)                                  | Guarapuava           | Guarapuava               |                                                      | 25° 23′ 38″ sud, 51° 27′ 54″ ouest |        |
| Notre-Dame-de-l'Immaculée-Conception-et-Saint-Sébastien (id) | Jacarezinho          | Jacarezinho (pt)         |                                                      | 23° 09′ 39″ sud, 49° 58′ 29″ ouest |        |
| Sacré-Cœur (pt)                                              | Londrina             | Londrina                 |                                                      | 23° 18′ 44″ sud, 51° 09′ 34″ ouest |        |
| Notre-Dame-de-Gloire                                         | Maringá              | Maringá                  | Basilique mineure                                    | 23° 25′ 35″ sud, 51° 56′ 18″ ouest |        |
| Seigneur-Bon-Jésus (id)                                      | Palmas               | Palmas–Francisco Beltrão |                                                      | 26° 29′ 02″ sud, 51° 59′ 29″ ouest |        |
| Notre-Dame-du-Rosaire (id)                                   | Paranaguá            | Paranaguá                |                                                      | 25° 31′ 16″ sud, 48° 30′ 32″ ouest |        |
| Mère-de-l'Église (id)                                        | Paranavaí            | Paranavaí                |                                                      | 23° 04′ 43″ sud, 52° 26′ 48″ ouest |        |
| Sainte-Anne (pt)                                             | Ponta Grossa         | Ponta Grossa             |                                                      | 25° 05′ 54″ sud, 50° 09′ 32″ ouest |        |
| Immaculée-Conception                                         | Prudentópolis        | Prudentópolis (pt)       | Église grecque-catholique ukrainienne, rite byzantin | 25° 12′ 06″ sud, 50° 59′ 34″ ouest |        |
| Saint-Joseph (id)                                            | São José dos Pinhais | São José dos Pinhais     |                                                      | 25° 32′ 10″ sud, 49° 12′ 17″ ouest |        |
| Christ-Roi (pt)                                              | Toledo               | Toledo                   |                                                      | 24° 43′ 54″ sud, 53° 44′ 22″ ouest |        |
| Saint-Esprit (id)                                            | Umuarama             | Umuarama                 |                                                      | 23° 46′ 16″ sud, 53° 18′ 58″ ouest |        |
| Sacré-Cœur (id)                                              | União da Vitória     | União da Vitória         |                                                      | 26° 13′ 43″ sud, 51° 05′ 11″ ouest |        |

### Cocathédrale
| Édifice                   | Ville             | Juridiction              | Coordonnées                        | Illus. |
| ------------------------- | ----------------- | ------------------------ | ---------------------------------- | ------ |
| Notre-Dame-de-Gloire (id) | Francisco Beltrão | Palmas–Francisco Beltrão | 26° 04′ 45″ sud, 53° 03′ 10″ ouest |        |